# Friedrich Rudolph Ludwig von Canitz

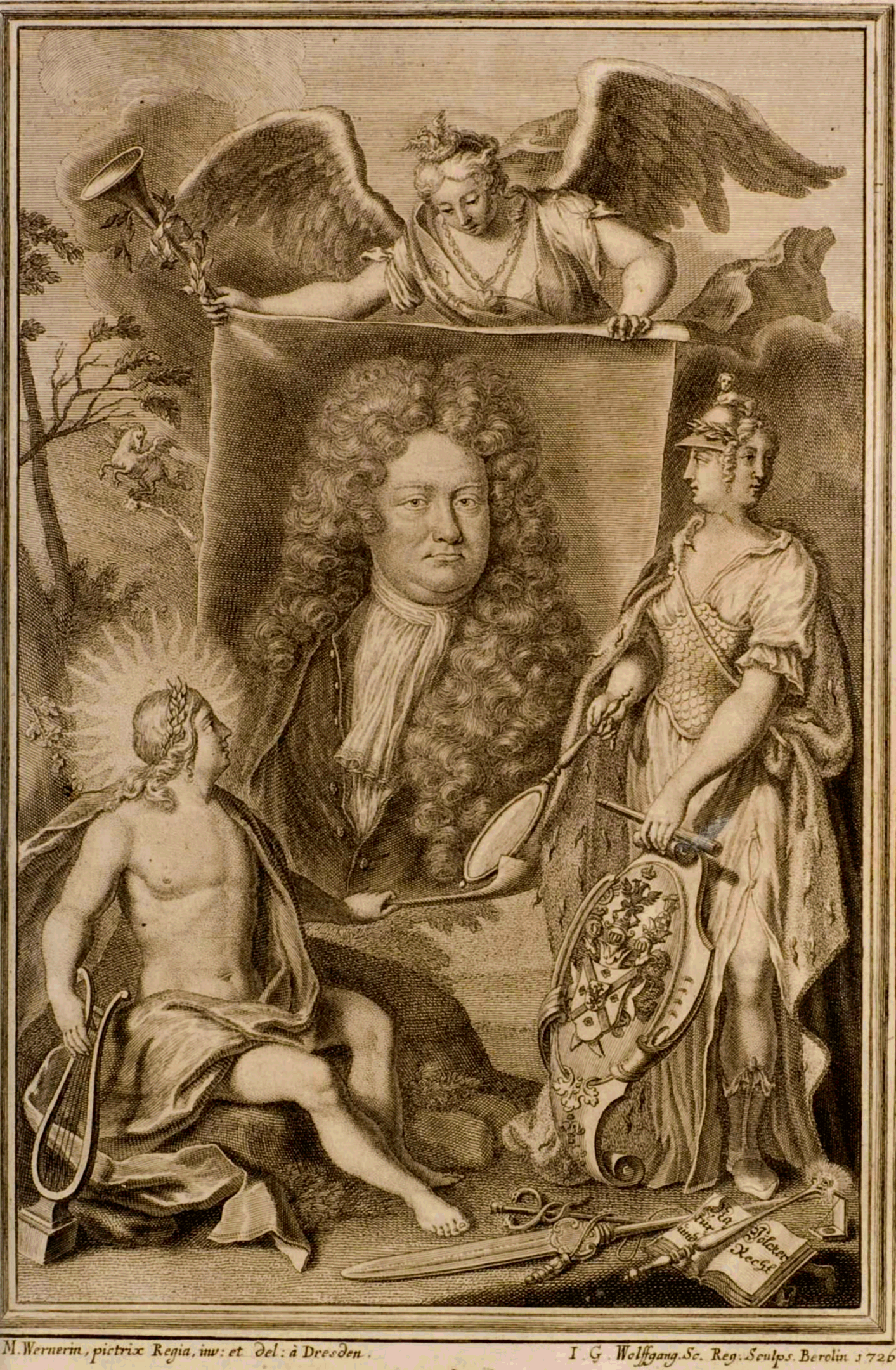
Friedrich Rudolph Ludwig von Canitz

Friedrich Rudolph Ludwig Freiherr von Canitz (* 27. November 1654 in Berlin; † 11. August 1699 in Blumberg bei Berlin) war ein brandenburg-preußischer Diplomat und Dichter.
Seine Eltern waren der bereits kurz nach der Eheschließung (1653) und noch vor der Geburt seines Sohnes verstorbene brandenburgische Kammerjunker und Hof- und Kammergerichtsrat Ludwig von Kanitz (Canitz) (1626–1654), preußischer Landrat und Hauptmann zu Balga, jüngerer Bruder des Elias von Kanitz, und die Margarethe Katharina von Burgsdorff (1637–1691), Tochter des kurbrandenburgischen Oberkämmerers Konrad von Burgsdorff (1595–1652) und der Anna Elisabeth von Loeben (1604–1684), Erbin der väterlichen Güter Blumberg, Dahlwitz, Eiche und Hellersdorf, die von ihr unmittelbar auf ihren Enkel Canitz weitervererbt wurden.

## Leben
Canitz, aus dem preußischen Zweig des Adelsgeschlechts derer von Kanitz, studierte ab 1671 in Leiden und Leipzig Rechtswissenschaft. Im Rahmen einer standesüblichen Grand Tour unternahm er in den Jahren 1675 bis 1677 ausgedehnte Reisen nach Italien, Frankreich, England und Holland. Dabei konnte er seine Sprach- und Literaturkenntnisse bereichern und zugleich, was ihn besonders interessierte, bedeutende Persönlichkeiten kennenlernen. So traf er in Rom den zu seiner Zeit hochgeachteten Gelehrten Athanasius Kircher, in Florenz den Großherzog Cosimo III. de’ Medici und in Padua  Charles Patin, der ihn mit weiteren dort lebenden Gelehrten zusammenbrachte.
Canitz soll sich früh durch gefällige Umgangsformen, eine große Sicherheit im Auftreten und ein ungewöhnliches Vermittlungsgeschick ausgezeichnet haben. Fontane beschreibt ihn als eine „liebenswürdige, fein und innerlich angelegte Natur“.
Sein kurzes Leben war indessen von persönlichen Tragödien überschattet. Canitz wuchs vaterlos und seiner zweifach wiederverheirateten Mutter entfremdet unter der Obhut seiner Großmutter Anna Elisabeth von Burgsdorff auf. Ein einschneidendes Ereignis war der Tod seiner ersten Frau im Jahr 1695, nachdem bereits fünf seiner sechs Kinder aus dieser Ehe im frühen Kindesalter verstorben waren. Auch der ihm verbliebene einzige Sohn, der bereits im Knabenalter verstarb, sollte ihn nur um wenige Wochen überleben.
Canitz wurde 1677 Kammerjunker Kurfürst Friedrich Wilhelms von Brandenburg (des Großen Kurfürsten) und 1680 Legationsrat. 1683 wurde er Amtshauptmann von Zossen und Trebbin, später der Ämter Mühlenhof und Mühlenbeck. Als Amtshauptmann des Mühlenhofes erhielt Canitz vom Kurfürst 1683 den Auftrag, eine umfassende Erneuerung des Berliner Mühlendamms einschließlich der aufstehenden Gebäude zu leiten.

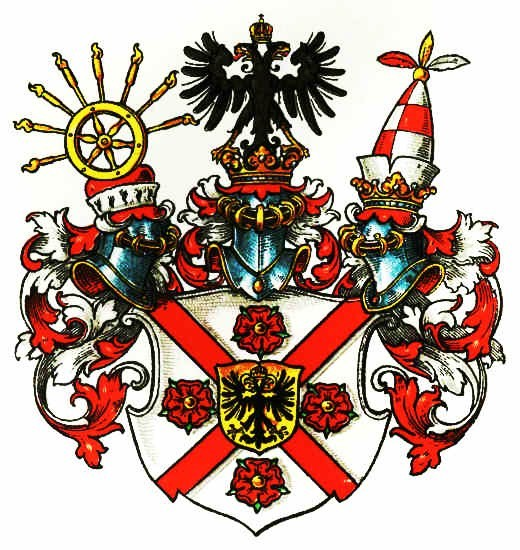
1698 vom Kaiser erteiltes Wappen für Friedrich Rudolph Ludwig von Canitz

Kurfürst Friedrich III. ernannte ihn 1697 zum Geheimen Staatsrat und dann zum Wirklichen Geheimen Rat. 1698 wurde er von Kaiser Leopold I. in den Reichsfreiherrenstand erhoben. Er war im diplomatischen Dienst Brandenburgs tätig, vertrat seinen Landesherrn auf zahlreichen diplomatischen Missionen, wurde mehrfach an den Wiener Hof entsandt, wo er zeitweise auch als brandenburgischer Gesandter tätig war, und nahm 1699 als bevollmächtigter Minister an den im Haag eröffneten Verhandlungen über die spanische Erbfolge teil. Dort erkrankte er jedoch und trat von seinem Posten zurück.
Er verstarb noch im gleichen Jahr in Blumberg und wurde neben seiner ersten Frau im Erbbegräbnis der Familie von Roebel, zu der über die Familie seiner Mutter eine verwandtschaftliche Beziehung bestand, in der Marienkirche zu Berlin beigesetzt. Eine Woche nach der Beisetzung hielt der mit Canitz befreundete Philipp Jacob Spener in der benachbarten Nikolaikirche auf diesen eine später als Druck veröffentlichte Gedächtnispredigt.
Sein dichterisches Œuvre ist der Übergangszeit zwischen Barock und Aufklärung zuzuordnen und wird in Bezug auf diese Epochen in der deutschen Literaturwissenschaft als stilbildend angesehen. Von ihm sind Gedichte wie auch vom französischen Klassizismus (Nicolas Boileau) geprägte Satiren überliefert, die erst posthum in einer Auswahl publiziert wurden, da Canitz diese nicht für die breitere Öffentlichkeit bestimmt hatte.
Selbst vor dem wegen seiner Gallomanie in allen literarischen Hervorbringungen berüchtigten Preußenkönig Friedrich dem Großen fand das in deutscher Sprache verfasste dichterische Werk des Freiherrn von Canitz Gnade, wenn er über diesen schreibt: c’est le Pope de l’Allemagne, le poëte le plus élégant, le plus correct et le moins diffus qui ait fait des vers en notre langue (er ist Deutschlands Pope, der eleganteste, korrekteste und am wenigsten diffuse Versdichter unserer Sprache). Goethe nannte Canitz an erster Stelle unter den erwähnenswerten poetischen Werken in der Bibliothek seines Vaters und zählte ihn zu den Autoren, die ihm „Ehrfurcht vor der Poesie“ eingeprägt hätten.
Berühmt ist sein Trauergedicht nach dem Tod seiner Gattin Doris. Für sein Gedicht Die Zufriedenheit im niedrigen Stande liegt eine Liedkomposition aus dem Jahre 1772 vor, die zwar im Werkverzeichnis von Wolfgang Amadeus Mozart aufgeführt ist (KV 151 bzw. 125 f.), möglicherweise aber aus der Feder von dessen Vater Leopold stammt.
Er wurde zum Namenspatron der Friedrich von Canitz Grundschule und des 1999 gegründeten Kulturverein von Canitz e. V. in Blumberg erkoren.

## Familie
Seine erste Frau wurde im Februar 1681 Dorothea Emerentia von Arnim (1656–1695), Doris, sie war die Tochter des Berenth Friedrich von Arnim und der Hedwig Sophia von Kracht (letztere heiratete in zweiter Ehe den Hofkammerpräsidenten Raban von Canstein, an dessen Sohn Philipp Ludwig Freiherr von Canstein Blumberg nach dem Ableben von Canitz fiel.). Seine zweite Frau wurde am 29. Dezember 1696 Freiin Dorothea Maria von Schwerin (* 1670; † 24. Juni 1729), Tochter des Otto von Schwerin. Nach Canitz’ Tod heiratete die Witwe am 9. November 1708 Freiherr Karl Albrecht von Schönaich (* 20. Mai 1671; † 20. Mai 1738).

## Werke (Auswahl)
- Neben-Stunden Unterschiedener Gedichte, Berlin 1700 (anonymer Erstdruck, hrsg. v. Joachim Lange) u. ö. (erst ab 1719 mit Namensnennung) (Digitalisat und Volltext im Deutschen Textarchiv)
- Des Freyherrn von Caniz Gedichte … verbessert und vermehret, Mit Kupffern und Anmerckungen, Nebst dessen Leben und einer Untersuchung Von dem Guten Geschmack in der Dicht- und Rede-Kunst von Johann Ulrich König, Leipzig und Berlin, Ambrosius Hauden, 1727 (Ndr. hrsg. Jürgen Stenzel, Tübingen 1982)
- Kurze Beschreibung der Römischen Kayser, Nürnberg 1744 (Neufassung Rostock 1760; Digitalisat)